# Winschoterdiep
Winschoterdiep – kanał w prowincji Groningen w Holandii. Prowadzi z Rensel (obecnie część tego kanału). Budowa rozpoczęła się w 1618 roku, a zakończyła w 1628. Wtedy kanał otrzymał nazwę Schuitendiep. W latach 1634–1636 rozszerzono kanał oraz zmieniono jego nazwę na obecną. Całkowita długość kanału wynosi 35,5 km, a szerokość około 100 m. Jest to jeden z najstarszych kanałów w Groningen, które są nadal używane. Pomiędzy Hoogezand a Waterhuizen jest kilka nabrzeży. Wieś Hoogezand została założona niedaleko kanału w 1618.

## Galeria

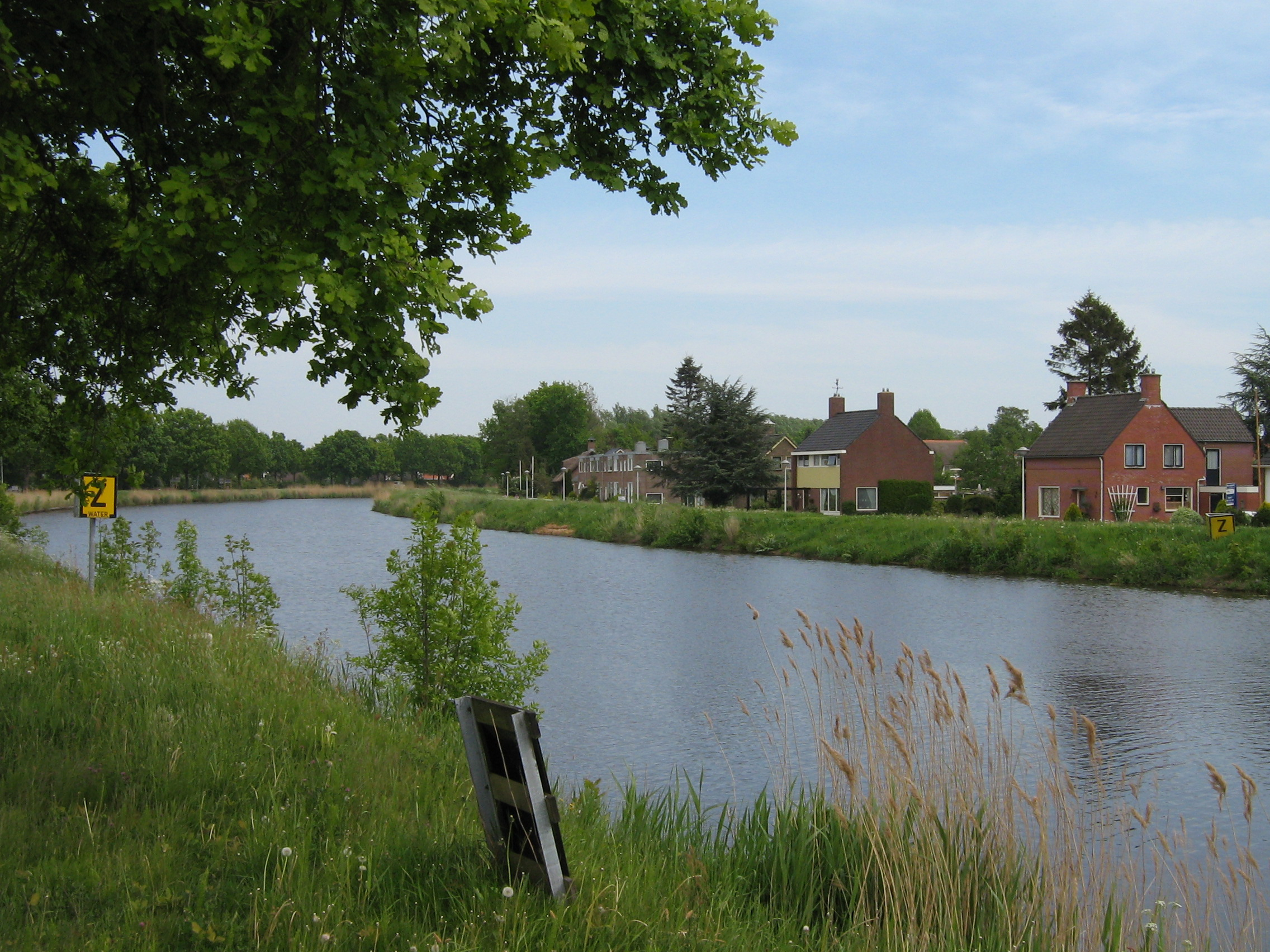
Winschoterdiep w Scheemdzie (2007)
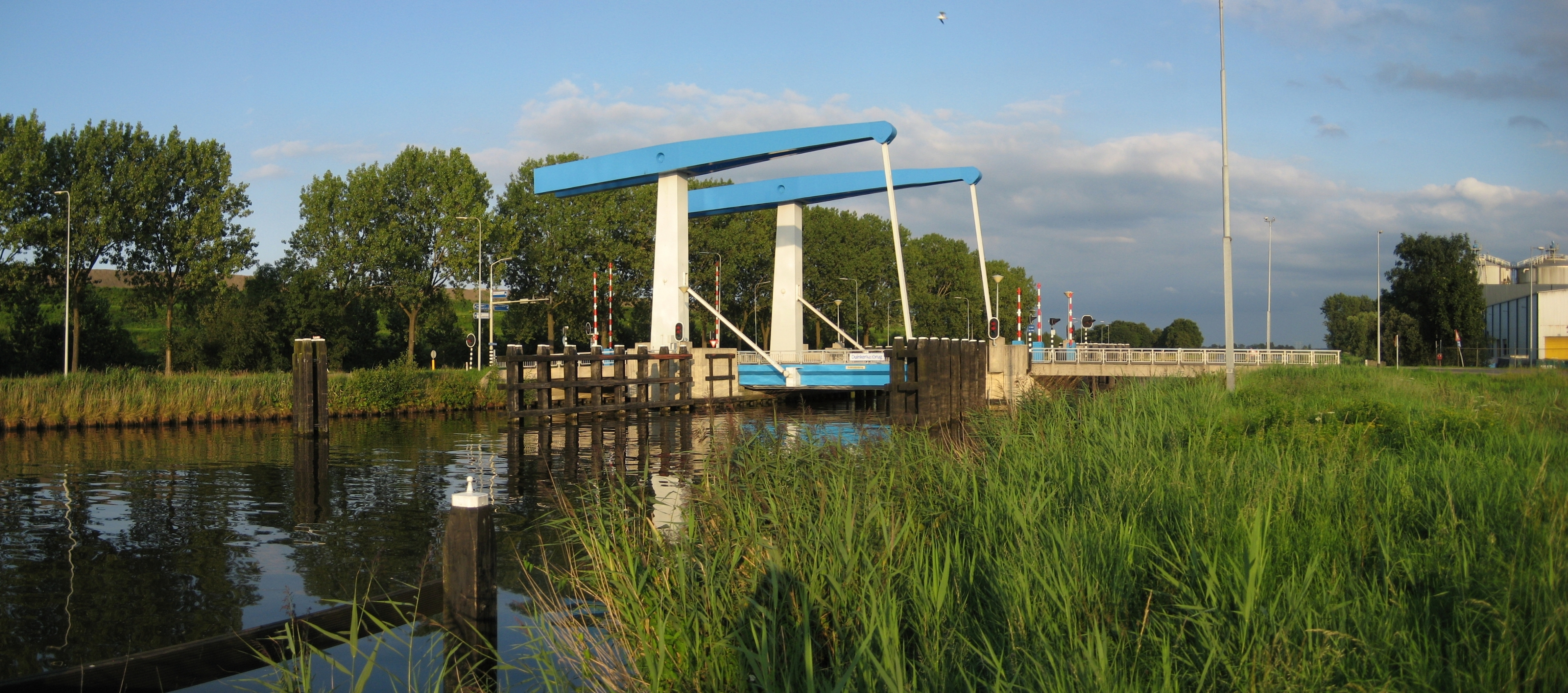
Winschoterdiep w Groningen (2009)